# Chapelle Notre-Dame-de-la-Croix de Gimnée
La chapelle Notre-Dame-de-la-Croix, dite chapelle de l'Ermitage, est un édifice religieux catholique sis à Gimnée, sur la route allant de Doische à Niverlée, en Belgique. Construite en 1666 sur les fondations d’une autre plus ancienne sans doute en reconnaissance populaire pour un miracle - la résurrection d’un enfant mort-né – qui se serait passé dans la première chapelle, quelques années auparavant (1657). La chapelle fut rénovée récemment.

## Description
La chapelle, qui était probablement un 'sanctuaire à répit', est homogène et simple de construction. La nef de trois travées en moellons de calcaire du pays, est surmontée du côté façade d’un clocheton carré continuant en flèche octogonale et croix avec coq traditionnel. Le sanctuaire se termine en chevet arrondi.
Au centre de la façade, une élégante porte d’entrée à la ferronnerie raffinée dont l’arc de pierre en plein cintre est surmontée d’une pierre chronogrammique portant l’inscription : æDes eX obLatIs benefaCtorVM, c’est-à dire : « Édifice [construit] des offrandes de bienfaiteurs ». La date en est donc 1666.
À gauche et à droite de la porte deux petites fenêtres protégées par des barreaux croisés et formant regards. À l'étage, deux autres fenêtres éclairent la tribune.

## Patrimoine
- Le maitre-autel, du XVIIe siècle est surmonté d’une toile illustrant une ‘Descente de croix’ de Jésus.
- Confessionnaux et sacristie de la même époque, se trouvent derrière l’autel.